# Боксерска врећа
Боксерска врећа, боксерски џак или врећа за ударање је предмет који боксери и такмичари у другим борилачким спортовима користе за тренирање прецизности, технике и брзине својих удараца. Користе се и у војсци и полицији као и међу рекреативцима за вјежбање удараца или као вид трошења негативне енергије. Најчешће је цилиндричног облика и напуњена је разним материјалима одговарајуће масе и тврдоће.
Приликом њиховог кориштења спортисти треба да користе завоје (бандаже) и боксерске рукавице како би се избјегле повреде.

## Историја
Кориштење врећа за ударање приликом тренинга борилачких вјештина и војни вјежби сеже дубоко у историју. Најпознатији облици који су се користили у Азији су makiwara, кориштен на Окинави и кинески облик mook jong.
У борилачким спортовима као што су: карате, теквондо и крав мага, вреће су уведене да би се вјежбала прецизност, техника и брзина удараца.

## Конструкција
Вреће се пуне житарицама, пијеском, крпама, спужвом и сличним материјалима. Најчешће су направљене тако да висе са плафона или фиксиране да стоје усправно. Неке вреће имају унутрашњу комору која се може пунити ваздухом или водом. Вреће се праве тако да могу да поднесу константне и јаке ударце да се не оштете, као и да могу да апсорбују ударце како не би дошло до повреде онога који их користи.

## Типови врећа
Постоје различити типови врећа за ударање који имена најчешће добијају на основу своје величине, начина и сврхе кориштења као и начина позиционирања. Скоро све вреће су прекривене кожом или сличним синтетичким материјалом као што је винил како би се избјегла абразија и буђање. Користе се и неке врсте платна у ситуацијама мање и потребе и влажности.
- Брзе вреће су мале вреће напуњене ваздухом постављене тако да висе са плафона. Помоћу њих боксер учи да увијек држи подигнуте руке, побољша координацију руку и очију и да пребацује тежине између нога приликом задавања удараца. Најчешће су напуњене ваздухом, а спољашњост је од коже, полиуретана или сличног материјала. Постоје разне величине почевши од великих 13x10 и 12x9, средњих 11x8, 10x7 и 9x6, и малих 8x5, 7x4 и 6x4. Повећањем величине смањује се брзина вреће и потребна је већа снага ударца да би се покренуле. Велике вреће се користе за вјежбе снаге и издржљивости, док се мале користе за добијање брзине рада руку, тајминга ударца и координације.[1][2] Боксери обично ударају вреће сприједа шаком, али је могуће ударати и са бочне и са задње стране. Поред уобичајених врећа које висе са плафона у посљедње вријеме се користе и вреће које се каче на зид. Овакав облик врећа је највећу популарност имао у периоду 1920-1940.
- Покретне вреће, вреће са два краја односно вреће од пода до плафона су вреће сличног облика и материјала као и брзе вреће. Разлика је у томе што су ове вреће повезане каблом и с подом и са плафоном што омогућава да након што боксер удари врећу она направи брз покрет према њему који треба да избјегне. Што је јачи ударац према врећи, то и она брже реагује и то крећући се у различите стране и под различитим углом. На овај начин боксер учи како да избјегава контраударац противника након што му зада ударац.[1][2]
- Фокусиране вреће са два краја су лагане, округле вреће повезане с подом и са плафоном и направљене од еластичних материјала. На њима боксер вјежба кретање и прецизност на покретној мети.[1][2]
- Кукурузне вреће се не ударају јако, али се користе да би боксер научио покрете главе којима избјегава ударце противника. Име им долази од тога што су најчешће пуњене кукурузом.

- Тешке вреће су велике, цилиндричне вреће, најчешће везане ланцима на којима се вјежбају јаки ударци у тијело противника, као и појачава снага рука или нога, ако се оне користе за ударање.[4]
- Вреће са постољем су тешке вреће монтиране на чврсто постоље или учвршћене са страна. Користе се за вјежбање различитих врста удараца.

У ову групу спадају у вреће у облику тијела противника које се праве од синтетичких материјала. Овакве вреће су постојале и раније у историји када су се користиле представе противничких војника направљене од дрвета приликом вјежбања борбе бајонетом.
- Аперкат врећа је најчешћа врећа која се користи у боксерским клубовима и теретанама. На њима се могу вјежбати све врсте удараца: аперкат, директ, кроше, као и ударци са свих могућих удаљености и ударци различите јачине.[1]